# Santos Iriarte
Victoriano Santos Iriarte (Canelones, 2 novembre 1902 – Montevideo, 10 novembre 1968) è stato un calciatore uruguaiano, di ruolo attaccante. Campione del Mondo con la nazionale uruguayana nel 1930.

## Carriera
Soprannominato el Canario, dal nome della sua città natale, militò nel Racing e nel Peñarol. Giocò i mondiali del 1930 con la maglia della sua nazionale: siglò una rete nella semifinale contro la Jugoslavia (battuta dall'Uruguay 6-1) e marcò il goal partita nella finalissima contro l'Argentina, divenendo campione del mondo.

## Palmarès

### Club
- Campionato uruguaiano: 1

Peñarol: 1932

### Nazionale
- Campionato mondiale: 1

Uruguay 1930